# Nydala distrikt
Nydala distrikt är ett distrikt i Värnamo kommun och Jönköpings län. 
Distriktet ligger i nordöstra delen av kommunen.

## Tidigare administrativ tillhörighet
Distriktet inrättades 2016 och utgörs av socknen Nydala i Värnamo kommun.
Området motsvarar den omfattning Nydala församling hade vid årsskiftet 1999/2000.